# Poblado los Arco Iris
Poblado los Arco Iris är en ort i Mexiko.   Den ligger i kommunen San Juan Evangelista och delstaten Veracruz, i den sydöstra delen av landet, 400 km öster om huvudstaden Mexico City. Poblado los Arco Iris ligger 70 meter över havet och antalet invånare är 209.
Terrängen runt Poblado los Arco Iris är platt. Runt Poblado los Arco Iris är det mycket glesbefolkat, med 4 invånare per kvadratkilometer. Närmaste större samhälle är Abasolo del Valle, 14,3 km väster om Poblado los Arco Iris. Omgivningarna runt Poblado los Arco Iris är en mosaik av jordbruksmark och naturlig växtlighet.